# Nikołaj Tarasow (dyplomata)
Siergiej Konstantinowicz Tarasow (ros. Никола́й Константи́нович Тара́сов, ur. 1923, zm. 28 września 1994 w Hadze) – radziecki dyplomata.
Studiował na Wydziale Prawnym Moskiewskiego Uniwersytetu Państwowego, 1949-1953 był konsultantem Departamentu Prawnego Prezydium Rady Najwyższej ZSRR, 1953-1956 kierował biurem Sekretariatu Prezydium Rady Najwyższej ZSRR, 1956-1961 był radcą Ambasady ZSRR w Iranie. 1961-1968 był kolejno kierownikiem sekcji, zastępcą szefa departamentu i szefem departamentu Ministerstwa Spraw Zagranicznych ZSRR, 1968-1972 zastępca stałego przedstawiciela ZSRR w ONZ, od 11 sierpnia 1972 do 24 marca 1976 ambasador ZSRR w Meksyku, później pracownik Departamentu Planowania Zabiegów Polityki Zagranicznej MSZ ZSRR.